# Prince des poètes
Pour les articles homonymes, voir Prince.

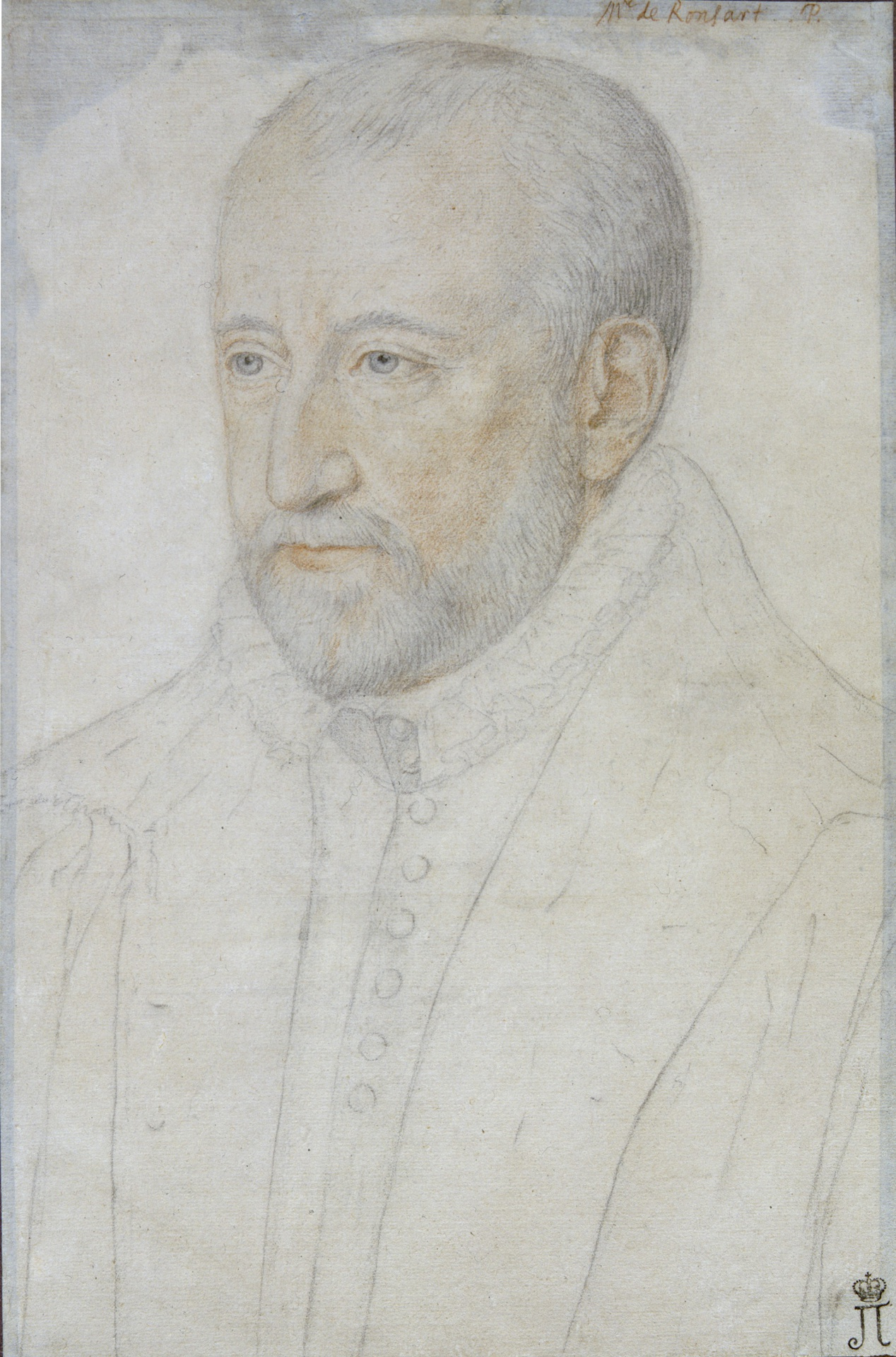
Portrait de Pierre de Ronsard, prince des poètes par Benjamin Foulon

Le titre de Prince des poètes a été décerné en France à plusieurs poètes à la mort de leur prédécesseur.

## Attribution
Le titre de "Prince des poètes" n’a pas été attribué de la même manière et n’a pas eu la même charge symbolique ou la même reconnaissance selon les époques. Ce titre (et l’élection qui l’accompagne) ont ainsi été critiqués — au XXe siècle, il fut même refusé par Saint-John Perse.

## Sens courant du terme
L'expression « prince des poètes », d'emploi plus large, est entrée dans l'usage (et est reprise par les critiques et les universitaires entre guillemets) pour désigner des poètes tels que Marot et Ronsard ; elle a également été de longue date utilisée en français pour désigner de grands poètes antiques comme Homère et Virgile, par excellence, et d’autres poètes européens comme Le Tasse ou Garcilaso de la Vega, par extension.

## Liste
- Clément Marot[2], né en 1496.
- Pierre de Ronsard, né en 1524.
- 1885-1894 : Leconte de Lisle, né en 1818.
- 1894-1896 : Paul Verlaine, né en 1844, à la suite d’un référendum organisé par Maurice Barrès auprès des hommes de lettres[3].
- 1896-1898 : Stéphane Mallarmé, né en 1842, à la suite d'un vote d'un jury de 200 journalistes, écrivains et poètes organisé par la revue La Plume[4].
- 1898[5]-1912 : Léon Dierx[6], né en 1838.
- 1912-1960 : Paul Fort, né en 1872 — élu à 338 voix[7].
- 1960 : Jules Supervielle, né en 1884.
- 1960-1963 : Jean Cocteau, né en 1889.
- 1972-1978 : Maurice Carême, né en 1899.
- 1978-2001 : Léopold Sédar Senghor, né en 1906.
- 2013-2023 : Jean Ristat, né en 1943[8],[9].